# Stormyran (naturreservat, Strömsunds kommun)
Stormyran är ett naturreservat i Strömsunds kommun i Jämtlands län.
Området är naturskyddat sedan 2015 och är 117 hektar stort. Reservatet omfattar en del av Stormyran i öster och består av myrmark med äldre granskog.